# 千屋断層
千屋断層（せんやだんそう）は、秋田県仙北郡美郷町にある断層（逆断層）。

## 概要
仙北平野の東側、奥羽山脈の麓に南北に走る断層で、横手盆地東縁断層帯の一角をなす。1896年（明治29年）8月31日に発生した陸羽地震で一部が地表に露頭した。現在露頭部分は風化が進みほとんど目にすることができなくなった。1984年（昭和59年）3月10日秋田県の天然記念物に、1995年（平成7年）2月14日国の天然記念物に指定された。
陸羽地震では、断層の東側が350cm上昇した。また、奥羽山脈をはさんだ岩手県側にも川舟断層（西側が200cm上昇）が出現した。
千屋から高梨を通って雄物川に合流する丸子川は、断層の変動で流路が変わり、高梨で堤防を壊して田の中を1キロほど流れるようになった